# Adansonia

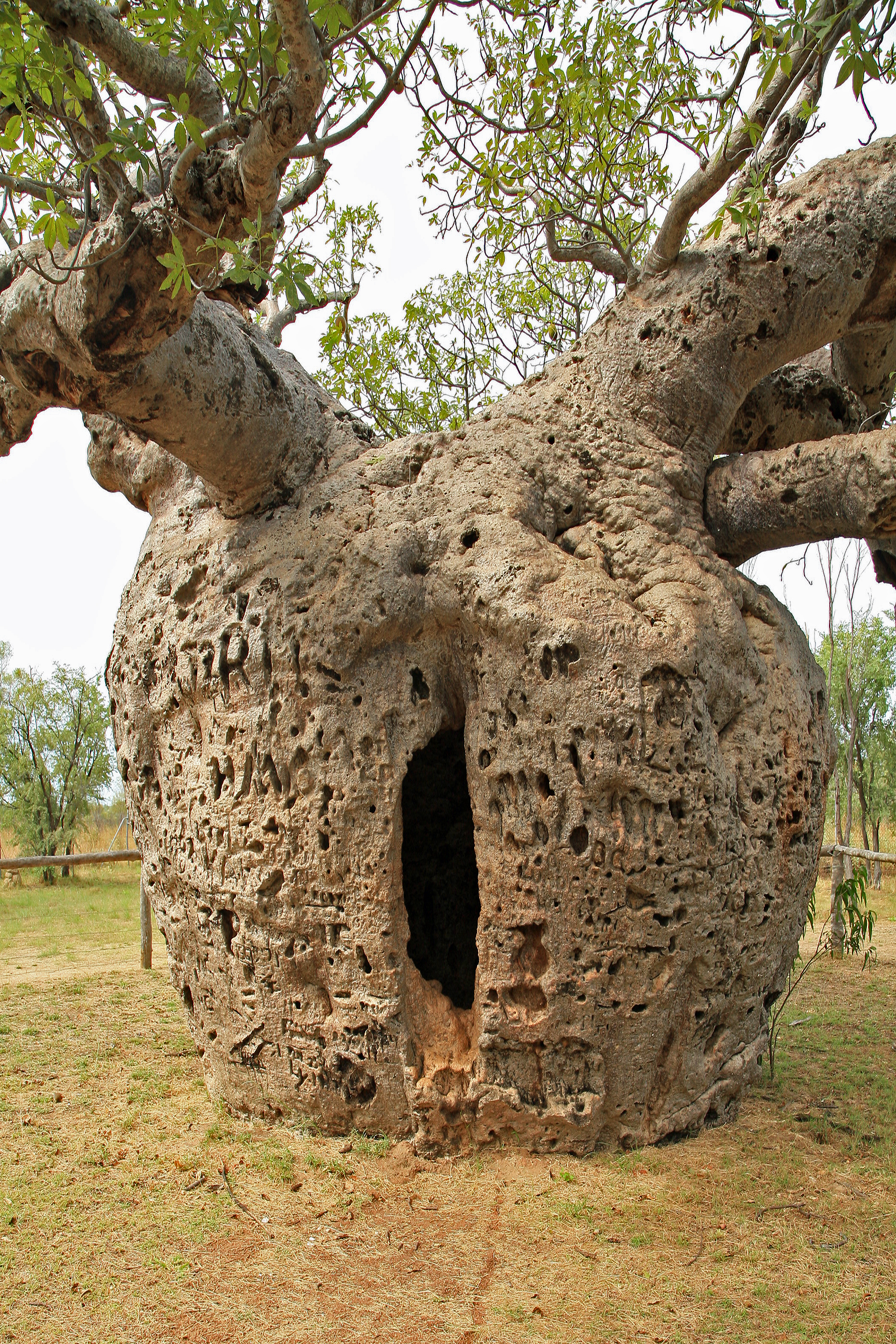
Adansonia gregorii. El tronco mide 14 m de circunferencia

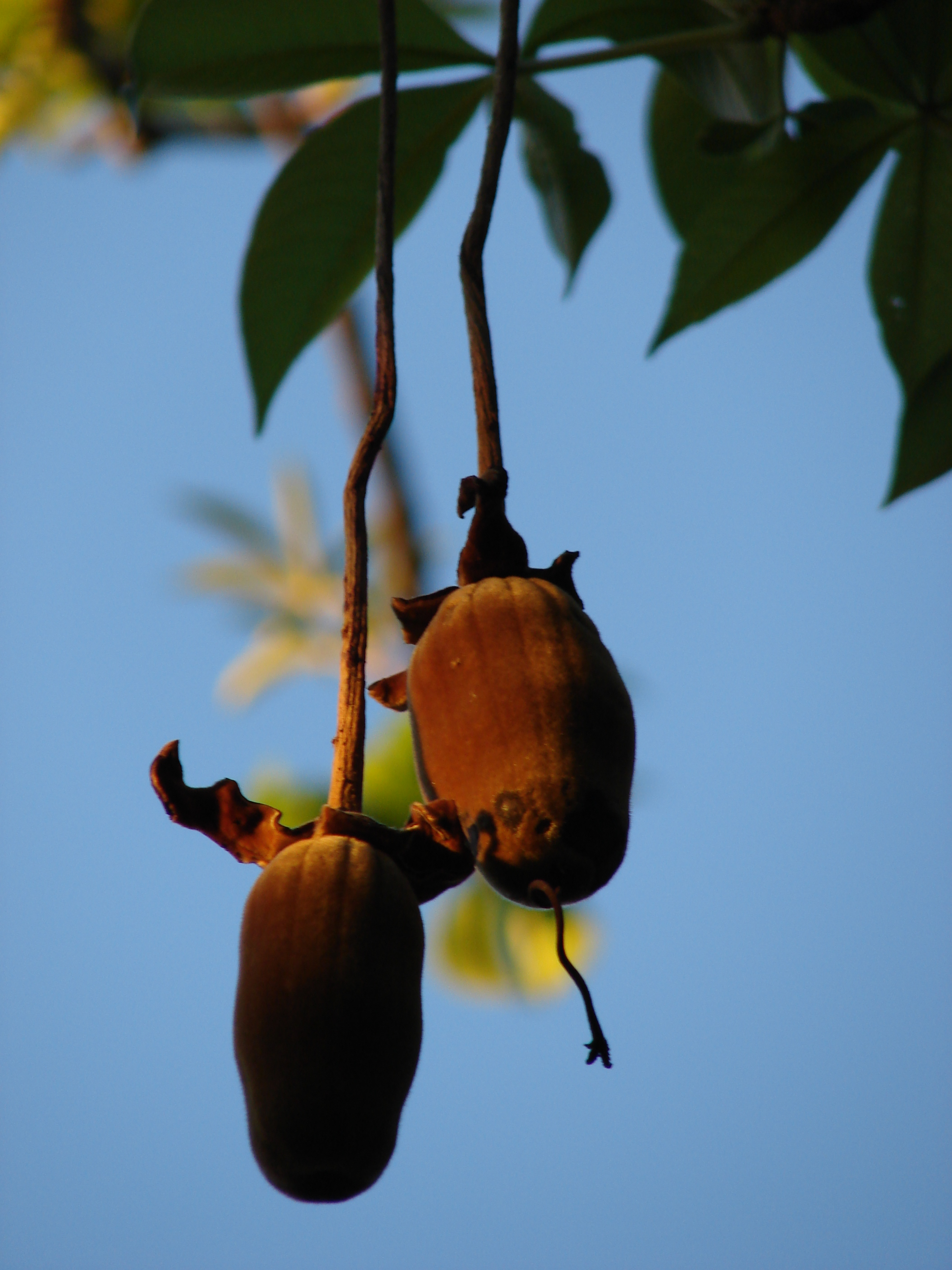
Fruto de A. digitata

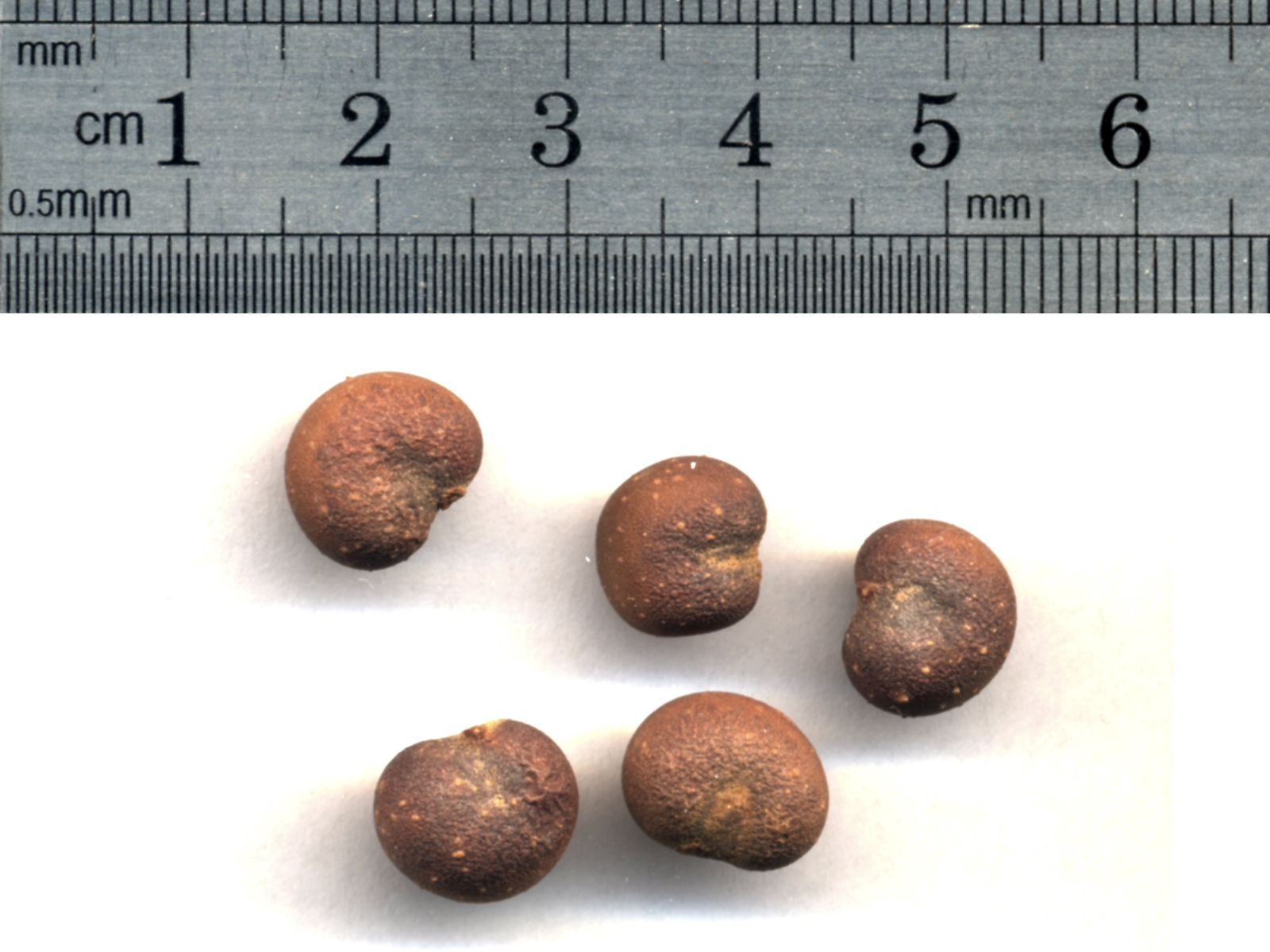
Semillas de A. digitata

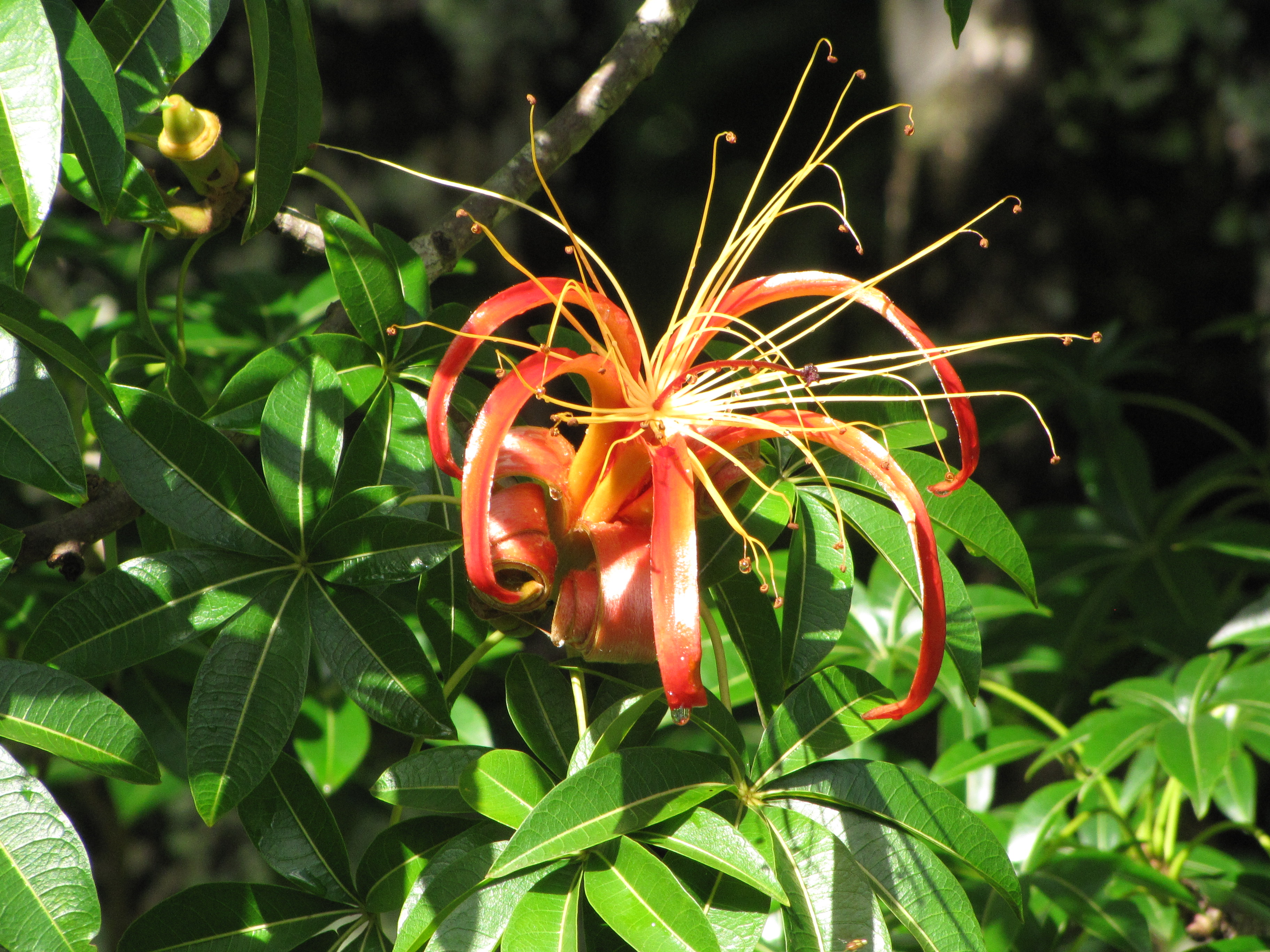
Flor de A. madagascariensis

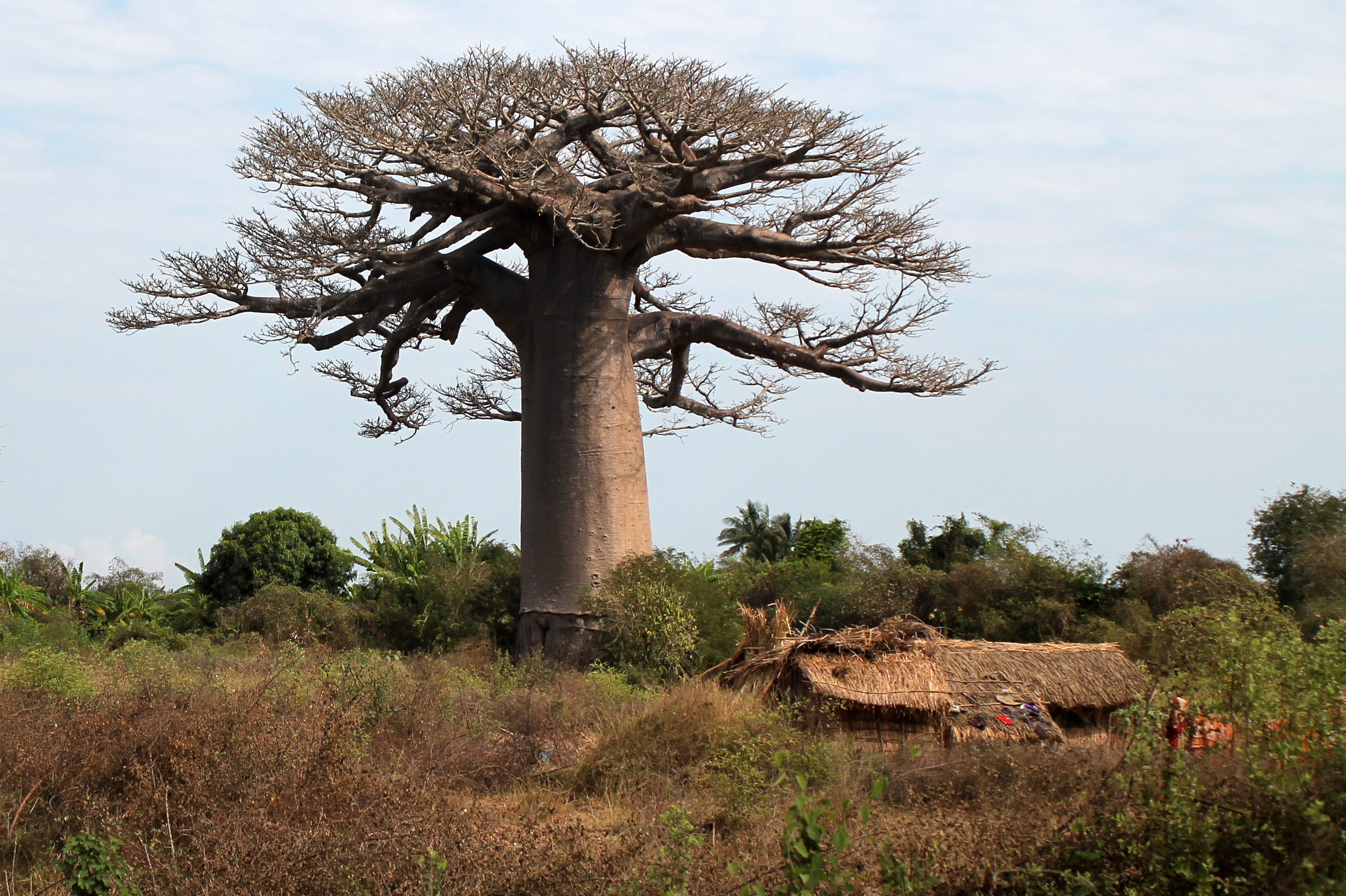
Ejemplar de Adansonia rubrostipa

Adansonia es un género de la familia Malvaceae cuyos miembros son árboles conocidos popularmente como baobab, árbol botella o pan de mono. Contiene ocho especies, de las cuales seis crecen en la isla de Madagascar, y de las otras dos, la más conocida, Adansonia digitata, crece en África continental, y la menos conocida y más pequeña, Adansonia gregorii, en Australia.

## Etimología
El nombre de baobab tiene su origen en el latín medieval bahobab, que a su vez deriva del árabe ﺑﻬﺒﺐ (buhibab) «padre de muchas semillas». 

## Descripción
La Adansonia africana es un árbol de tronco grande, con forma de botella o irregular y lleno de nudos. Su altura puede oscilar entre los 5 y 30 m, y el diámetro de la copa supera los 11 m. La corteza es lisa y la madera fibrosa, donde almacena agua. Las hojas solo brotan en la época de lluvias, en verano en el hemisferio sur y en invierno en el hemisferio norte. Las hojas del árbol adulto son compuestas, tienen de 5 a 11 foliolos que surgen del mismo peciolo en círculo y cuyos bordes son enteros en todas las especies salvo en la especie rubrostipa, que los tiene dentados. Los árboles jóvenes tienen las hojas simples y se van lobulando poco a poco. Las flores son hermafroditas, actinomorfas, de unos 10 cm, con pétalos blancos. Todas las especies dan frutos al final de la estación seca o principios de la húmeda. El fruto es una baya seca o una gruesa cápsula con forma de melón alargado. Las semillas son numerosas, grandes, con forma de riñón. Envolviendo las semillas hay una pulpa de color crema, cuya textura varía de terrosa a esponjosa según la especie y la edad del fruto. Las semillas viven más de cinco años.

## Ecología

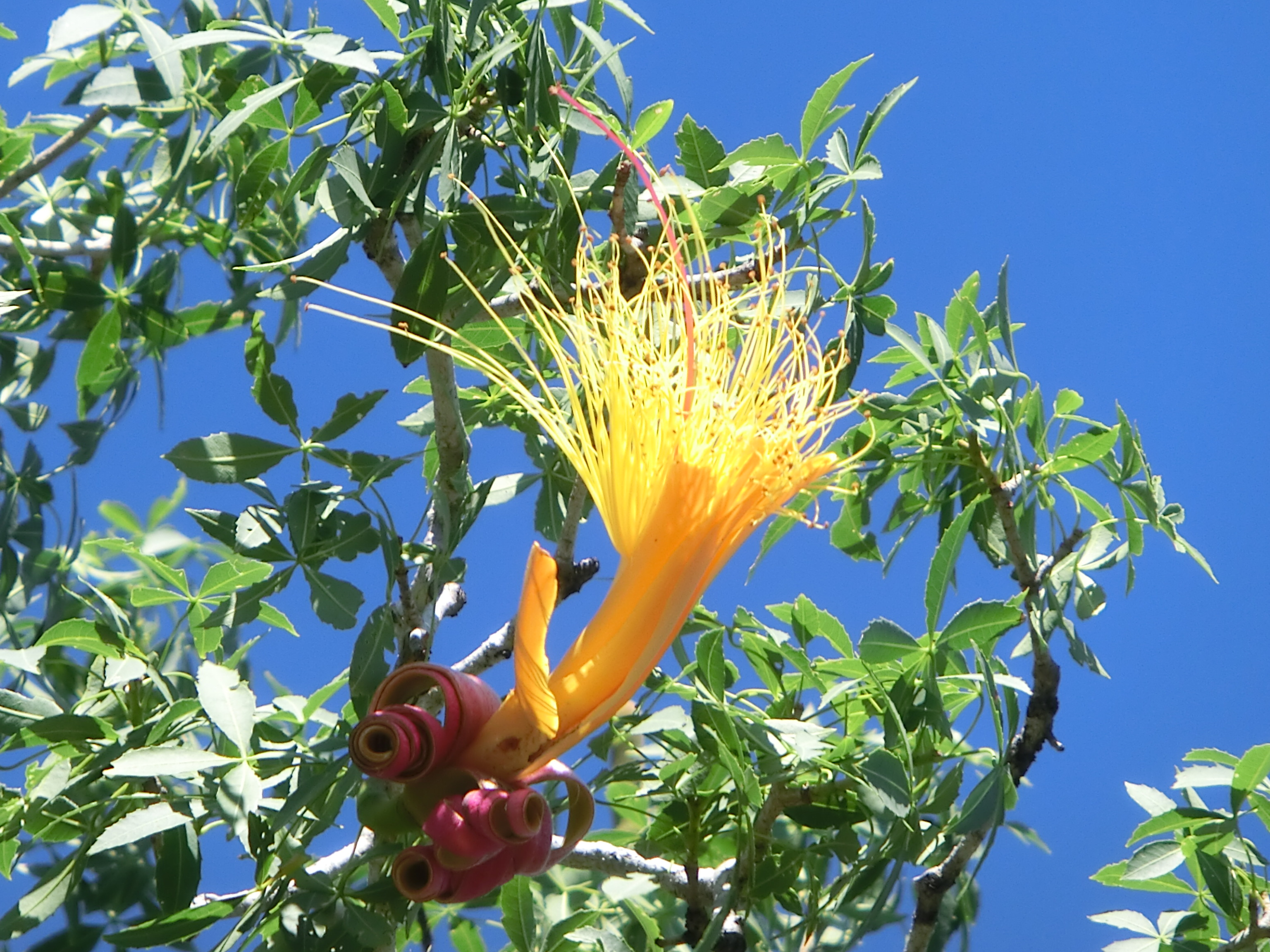
Flor de Adansonia

En buenas condiciones, sobre suelo arenoso, con un clima templado y lluvias entre 300 y 500 mm pueden vivir hasta 800 o 1000 años, aunque se habla de ejemplares que han alcanzado los 5000 años.
Según las investigaciones de A. Patrut y su equipo, la longevidad de Adansonia se podría deber a la emisión periódica de tallos que, con el tiempo, se van fusionando con la estructura de anillos creando cavidades en el interior.
Los tejidos fibrosos del tronco absorben el agua de la lluvia para soportar las sequías. Un árbol puede almacenar más de 120 000 litros.

## Especies
- Adansonia digitata: la especie por excelencia, crece en todas las zonas semiáridas del África continental, alcanza los 25 m de altura y 10 metros de diámetro. La copa es redondeada y tiene uno o varios troncos secundarios. Las hojas tienen de 5 a 7 foliolos. El fruto es globoso u ovoide. En el Sahel hay cuatro tipos de esta especie, el de corteza negra, el de corteza roja, el de corteza gris y el de hojas oscuras (dark leaves). Este último tiene las hojas más apreciadas como verdura, el gris es mejor por la fibra y los otros por los frutos.
- Adansonia grandidieri: Propio de Madagascar, es la especie más alta (25 m) y esbelta que las demás; con tronco acilindrado y liso. También es el árbol que tiene más usos y ha sido más explotado. La corteza, de un tono gris rojizo y que en el árbol adulto tiene de 10 a 15 cm de grosor, es tan fibrosa que no queda ningún árbol del que no se haya extraído a una altura de dos metros para hacer tejidos, ya que se regenera fácilmente. El fruto es globoso, dos veces más largo que ancho. La pulpa del fruto se come fresca y de la semilla se extrae un aceite para cocinar. En algunas zonas se alimenta a las cabras con estos frutos; estas digieren la pulpa y expulsan la semilla entera. La madera, esponjosa, es rica en agua y tiene anillos concéntricos que muestran los años de crecimiento.
Según las leyendas, los árboles solitarios de esta especie albergan espíritus y no es raro encontrar ofrendas a los pies de los ejemplares más grandes.
- Adansonia gregorii (sin. A. gibbosa): Endemismo de Australia. Crece en afloramientos rocosos, lechos de ríos y llanuras inundables del noroeste de Australia. Raramente supera los diez metros de altura y la copa es irregular. Echa las hojas entre noviembre y marzo. Los australianos lo llaman árbol de la rata muerta o árbol botella.
- Adansonia madagascariensis: Puede medir de 5 a 12 m y ser de formas muy distintas. Crece en el nordeste de Madagascar y puede incluso adentrarse unos metros en el mar. El fruto es más ancho que largo. Florece en febrero y echa las hojas en noviembre. Si se planta en semillero, sus raíces hinchadas son una verdura excelente.
- Adansonia perrieri: Crece también en el norte de Madagascar. Quedan pocos ejemplares de esta especie en peligro de extinción. No supera los 15 metros de altura y puesto que está en el hemisferio sur echa hojas entre noviembre y abril, como el resto de Adansonias de Madagascar.
- Adansonia rubrostipa (sin. A. fony): Crece en el oeste y al sur de Madagascar, en terrenos arenosos o arcillosos. Es el más pequeño de las Adansonias de Madagascar, de 4 a 5 m, aunque pueden encontrarse ejemplares de hasta 20 metros de altura. Son gruesos y se estrechan antes de las ramas, dándoles una forma de botella muy especial. La corteza es marrón rojiza. Las hojas son cerradas. Es una importante fuente de alimentación para los lémures.
- Adansonia suaresensis: Crece en el norte de Madagascar. También en gran peligro. Es una especie alta, mide hasta 25 m y tiene un tronco esbelto de unos 2 m de diámetro. El ramaje es amplio, las hojas tienen de 6 a 11 foliolos verde amarillentos y elípticos. El fruto es dos veces más ancho que largo. Sus semillas son las más grandes de la familia.
- Adansonia za: Crece desde el extremo sur hasta el noroeste de Madagascar. El tronco es cilíndrico y muchas veces irregular. Las semillas son comestibles y el tronco se usa a menudo como depósito de tierra.

## Problemas actuales
Actualmente en África las Adansonias más grandes y viejas han comenzado a caer o a morir. Se han reportado sólo 9 de los 13 que se tenía seguimiento, y 5 de los 6 más grandes han muerto o han caído.
En 2016 una de las Adansonias más viejas y memorables de Botsuana cayó. Este sólo registraba un 40 del 70 % de agua que tienen las Adansonias saludables.
Se cree que la posible razón de esta desconocida muerte es el cambio climático. 
Adrián Patrut, unos de los investigadores y coautor del estudio, ha dicho que: «Estadísticamente, es prácticamente imposible que una cantidad tan grande de viejos y grandes baobabs mueran en un período de tiempo tan corto debido a causas naturales».

## En la cultura
La grandiosidad y longevidad del baobab ha dado lugar a multitud de mitos, leyendas y menciones en la literatura. Se considera sagrado en los países que habita.
- Forma parte del escudo de Senegal y de los ritos ancestrales del pueblo senegalés.[8][9]
- Es el símbolo nacional de Madagascar,[10] donde se encuentra la Avenida de los Baobabs.

- En el libro de Antoine de Saint-Exupéry, El Principito, el protagonista trata a estos árboles como mala hierba y los arranca del suelo del asteroide en el que vive, antes de que crezcan desmesuradamente y lo destruyan.[11]

- Según una de las leyendas, los baobabs eran unos árboles tan bellos que los dioses les concedieron el don de la larga vida. Entonces, envanecidos por el regalo, comenzaron a crecer desmedidamente llegando incluso a desafiar a los dioses, quienes como lección de humildad los plantaron al revés.[12]

## Taxonomía
El género fue descrito por Carlos Linneo y se considera que fue publicado por primera vez en el apéndice de Species Plantarum 2, 1190, en 1753, junto con la especie tipo Adansonia digitata L.. Sin embargo, el género no fue validado hasta la publicación del mismo en Systema Naturae, Editio Decima 2: 1144, 1382, en 1759.

#### Etimología
Adansonia: nombre científico que honra al sabio francés de origen escocés que describió por primera vez a éste árbol, Michel Adanson (1737-1806), y deriva directamente de su apellido.

## Usos culinarios

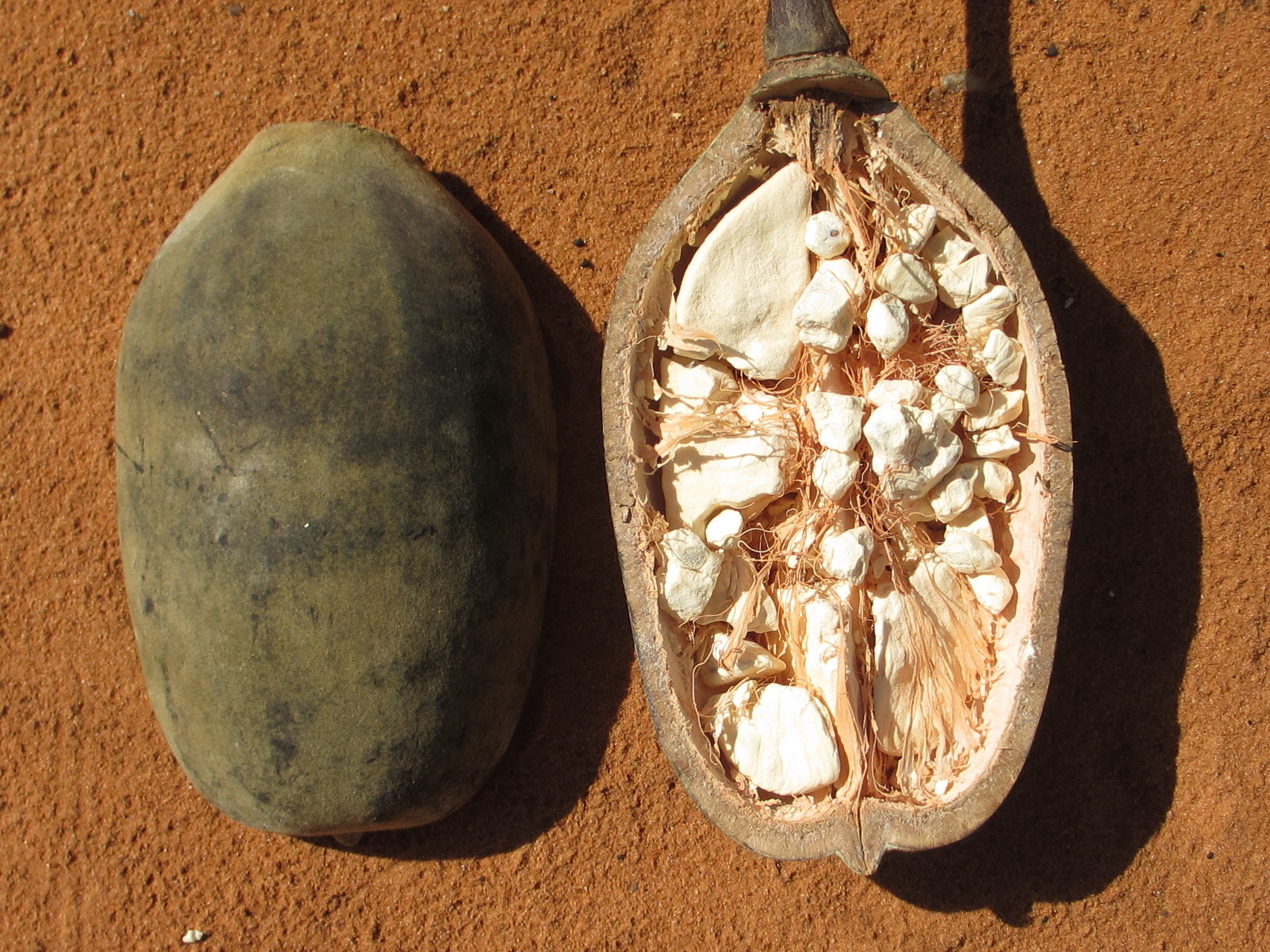
La fruta cortada de Mozambique

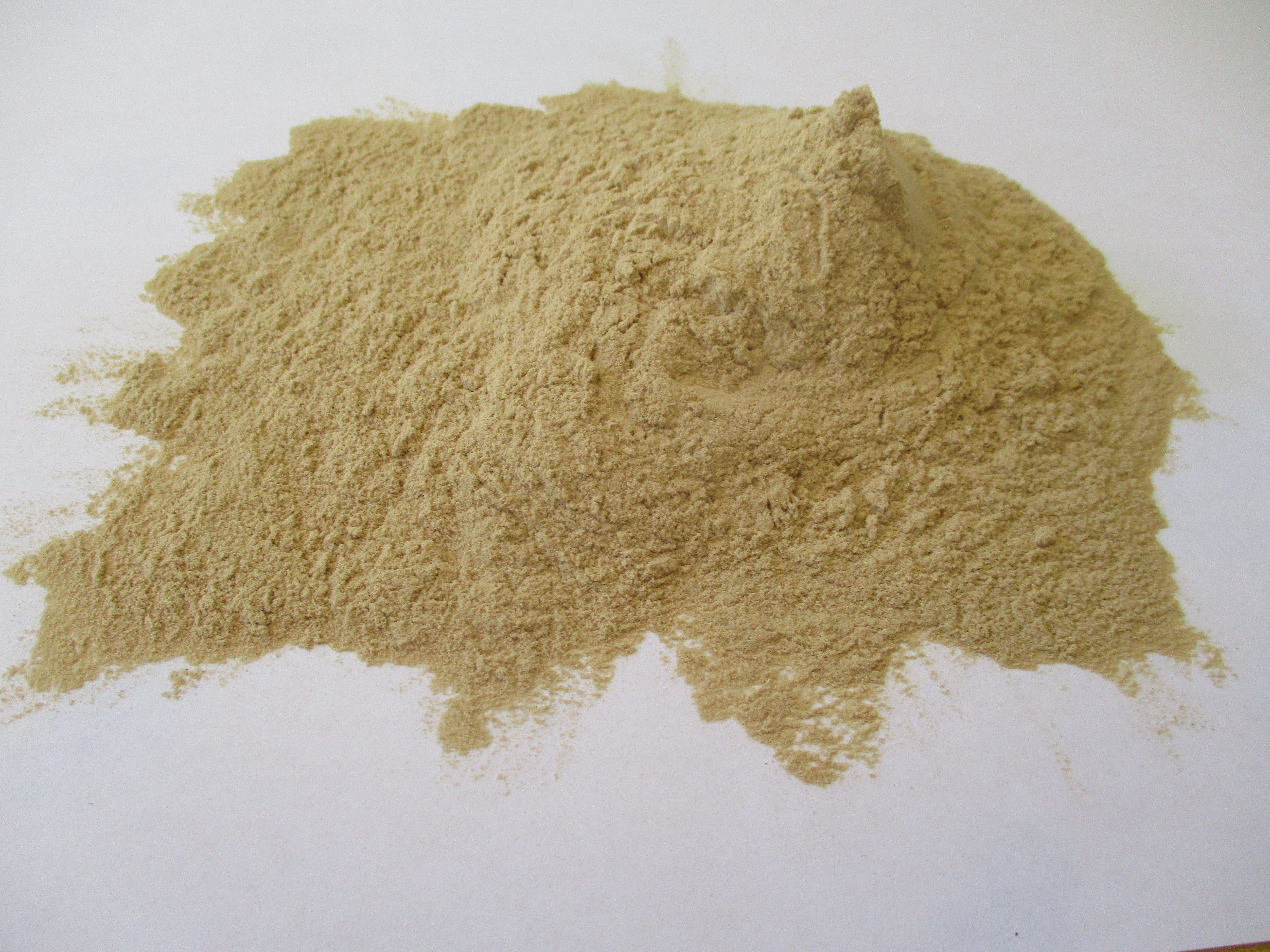
Polvo de baobab.

### Hojas
Las hojas del árbol pueden comerse como verdura de hoja.

### Frutos
- La médula blanca del fruto del baobab australiano (A. gregorii) sabe a sorbete.[17] Tiene un sabor ácido, agrio y cítrico.[18] Es una buena fuente de vitamina C, potasio, carbohidratos y fósforo.[19]
- El fruto seco en polvo de A. digitata, baobab en polvo, contiene alrededor de un 11 % de agua, un 80 % de carbohidratos (50 % de fibra),[20] y niveles modestos de varios nutrientes, como riboflavina, calcio, magnesio, potasio, hierro y fitosteroles, con niveles bajos de proteínas y grasas.[18][21][22] El contenido de vitamina C, descrito como variable en diferentes muestras, estaba en un rango de 74 a 163 mg cada 100 g de polvo seco.[18] En 2008, la pulpa de frutos secos de baobab fue autorizada en la UE como ingrediente alimentario seguro,[23] y ese mismo año se le concedió el estatus GRAS (generalmente reconocido como seguro) en los Estados Unidos.[24]
- En Angola, el fruto seco de A. digitata suele hervirse, y el caldo se utiliza para zumos o como base de un tipo de helado conocido como gelado de múcua.[cita requerida]
- En Zimbabue, el fruto de A. digitata se consume fresco o la pulpa triturada se mezcla con gachas de avena y bebidas.[25]
- En Tanzania, la pulpa seca de A. digitata se añade a la caña de azúcar para ayudar a la fermentación en la elaboración de cerveza.[26]

### Semilla
- Las semillas de algunas especies son una fuente de aceite vegetal.[27][28]
- La pulpa del fruto y las semillas de A. grandidieri[27] y A. za se consumen frescas.[28]